# موبریدگ (داکوتای جنوبی)
موبریدگ(به انگلیسی: Mobridge) شهری در ایالت داکوتای جنوبی کشور ایالات متحده آمریکا است که جمعیت آن در سرشماری سال ۲۰۱۰ میلادی، ۳٬۴۶۵ نفر بوده‌است.